# Panmao Xiang
Panmao Xiang (kinesiska: 蟠猫, 蟠猫乡) är en socken i Kina. Den ligger i provinsen Yunnan, i den sydvästra delen av landet, omkring 120 kilometer nordväst om provinshuvudstaden Kunming. Antalet invånare är 11 756. Befolkningen består av 5 744 kvinnor och 6 012 män. Barn under 15 år utgör 16,0 %, vuxna 15-64 år 75 %, och äldre över 65 år 8,0 %.
Genomsnittlig årsnederbörd är 846 millimeter. Den regnigaste månaden är juli, med i genomsnitt 185 mm nederbörd, och den torraste är januari, med 5 mm nederbörd.